# Centro Simons de Geometría y Física
El Centro Simons de Geometría y Física (en inglés: Simons Center for Geometry and Physics) es un centro de investigación en física teórica y matemáticas de la Universidad de Stony Brook, en Nueva York.  El centro realiza investigación en física matemática y en la frontera entre geometría y física. Fue fundado en 2007 como un regalo de la Fundación Simons. El director del centro es el físico Luis Álvarez Gaumé.
El personal permanente del centro consta de los matemáticos Simon Donaldson y Kenji Fukaya y los físicos Nikita Nekrásov y Zohar Komargodski. El personal académico del centro incluye también alrededor de 10 profesores ayudantes de investigación y 20 investigadores visitantes en todo momento. El matemático y exdirector del centro John Morgan permanece también en el centro en residencia. Otros exmiembros incluyen a los físicos Michael R. Douglas y Antón Kapustin.
El edificio del Centro Simons se completó en septiembre de 2010. Es adyacente a los departamentos de física y de matemáticas para permitir la colaboración cercana con los investigadores de la universidad, y con el Instituto C. N. Yang de Física Teórica. El edificio tiene un espacio de 3700 metros cuadrados divididos en 6 pisos, e incluye un auditorio de 236 asientos, un aula de 90 asientos, despachos, salas de seminarios y una cafetería. Está certificado LEED Gold, y está conectado con la Math Tower a través de una pasarela elevada.

## Historia
James H. Simons fue el director del departamento de matemáticas en Stony Brook entre 1968 y 1976. Tras su decisión de abandonar la investigación, logró hacerse millonario invirtiendo en Renaissance Technologies. El 27 de febrero de 2008, anunció una donación de 60 millones de dólares (incluyendo un regalo de 25 millones dos años antes) a los departamentos de matemáticas y de física. Esta fue la mayor donación recibida por una escuela de la Universidad Estatal de Nueva York. La donación llegó durante el 50 aniversario de Stony Brook, y poco después el gobernador Eliot Spitzer anunció su compromiso de convertir Stony Brook en un «buque insignia» del sistema universitario de Nueva York que competiría con las universidades estatales más prestigiosas del país. El centro resultó de una planificación conjunta del profesorado, los directores de departamento y otros asesores, incluyendo a Cumrun Vafa, de Harvard, que dirige los institutos de verano sobre teoría de cuerdas financiados por la Fundación Simons en Stony Brook, e Isadore Singer, del MIT.